# Galerija Equrna
Galerija Equrna je prodajna galerija likovnih umetnin v Ljubljani.
Ustanovljena je bila leta 1982 kot trajna delovna skupnost mladih slikarjev, kiparjev in teoretikov.  V prvih letih sta galerijo vodili Taja Brejc in Marjeta Marinčič, ki se je kasneje zaposlila v Moderni galeriji. Dokler niso imeli svojega razstavnega prostora, so gostovali v raznih prireditvenih prostorih po Ljubljani. Leta 1984 so dobili prostor v nekdanji konjušnici na Gregorčičevi 3 v Ljubljani, kjer galerija deluje še danes. Opuščen prostor so uredili v atraktivno razstavnišče. 
Taja Brejc je v tridesetih letih vodenja galerije v njej organizirala samostojne in skupinske razstave najpomembnejših slovenskih likovnih ustvarjalcev in sistematično pripravljala prve predstavitve najobetavnejših mladih umetnikov. Za kvalitetni izbor in strokovno predstavitev je skrbel soprog Tomaž Brejc. Galerija je postala pomembna referenčna točka za kvalitetno slovensko likovno umetnost. 
Umetniki zbrani okoli Equrne v njej redno predstavljajo svoja nova dela. Med starejšimi so: Emerik Bernard, Metka Krašovec, Gustav Gnamuš, Dragica Čadež, Tone Lapajne, Tugo Šušnik, Živko Marušič, Jiři Bezlaj, Jože Slak, Sergej Kapus, Žarko Vrezec, Irwin, V.S.S.D. (Alen Ožbolt), Dušan Kirbiš, Andraž Šalamun, Bojan Gorenec, Sandi Červek, Matjaž Počivavšek in Lujo Vodopivec s svojimi študenti. Sledijo jim  Aleksij Kobal, Zdenka Žido, Eva Heimer, Andrej Brumen Čop, Robert Ložar, Irena Romih, Marko Jakše, Petra Varl in predstavniki mlajše generacije Ksenija Čerče, Mitja Ficko, Ana Sluga, Polona Maher, Arjan Pregl, Katja Sudec, Robert Černelč ter drugi in še mlajši. 
Taja Brejc je kot odlična galeristka neumorno skrbela za pridobivanje in vzgajanje publike ter prodajo del. Vložila je veliko napora, da je uspela slovenske umetnike predstavljati tudi na mednarodnih prireditvah in sejmih (Los Angeles, London, Basel, Budimpešta...) ter mednarodnih razstavah (Pariz, Madrid, New York, Sidney…).  
Po slovenski osamosvojitvi je galerijo privatizirala. Sedaj galerijo vodi sin Arne Brejc. 